# غاريث جلين
غاريث جلين (بالإنجليزية: Gareth Glyn)‏ هو موزع ‏ وملحن بريطاني، ولد في 2 يوليو 1951 في Machynlleth ‏ في المملكة المتحدة.

## وصلات خارجية
- غاريث جلين على موقع ميوزك برينز (الإنجليزية)
- غاريث جلين على موقع ديسكوغز (الإنجليزية)
- غاريث جلين على موقع ديسكوغز (الإنجليزية)